# Municipio de Payne (condado de Gove)
El municipio de Payne (en inglés: Payne Township) es un municipio ubicado en el condado de Gove en el estado estadounidense de Kansas. En el año 2010 tenía una población de 246 habitantes y una densidad poblacional de 0,76 personas por km².

## Geografía
El municipio de Payne se encuentra ubicado en las coordenadas 38°59′49″N 100°20′18″O / 38.99694, -100.33833. Según la Oficina del Censo de los Estados Unidos, el municipio tiene una superficie total de 324.12 km², de la cual 324,11 km² corresponden a tierra firme y (0 %) 0.01 km² es agua.

## Demografía
Según el censo de 2010, había 246 personas residiendo en el municipio de Payne. La densidad de población era de 0,76 hab./km². De los 246 habitantes, el municipio de Payne estaba compuesto por el 97,97 % blancos, el 0,81 % eran amerindios, el 0,41 % eran asiáticos, el 0,81 % eran de otras razas. Del total de la población el 0,81 % eran hispanos o latinos de cualquier raza.